# سيفه تاله (سقز)
قرية سيفه تاله (بالكردية: سێفەتاڵە) هي إحدى القرى التابعة لـذو الفقار في ريف قسم سرشيو من مقاطعة سقز، في محافظة كردستان الإيرانية.

## السكان
حسب إحصاءات سنة 2006، بلغ إجمالي السكان في سيفه تاله 228 نسمة وعدد المساكن 33 مسكن. لغة سكان سيفه تاله هي اللغة الكردية و هم من أهل السنة والجماعة والمذهب الشافعي.